# إل بادول
بلدية بذول أو البذول (بالإسبانية: El Padul) (نقحرة: إل بادول) هي بلدية تقع في مقاطعة غرناطة التابعة لمنطقة أندلوسيا جنوب إسبانيا.

## الديموغرافيا
بلغ عدد سكان بلدية البذول 8.416 نسمة عام 2011 (وفقاً للمعهد الوطني الإسباني للإحصاء).
| 6.673 | 6.777 | 6.873 | 7.373 | 7.961 | 8.440 | 8.416 |